# William Wynn Westcott

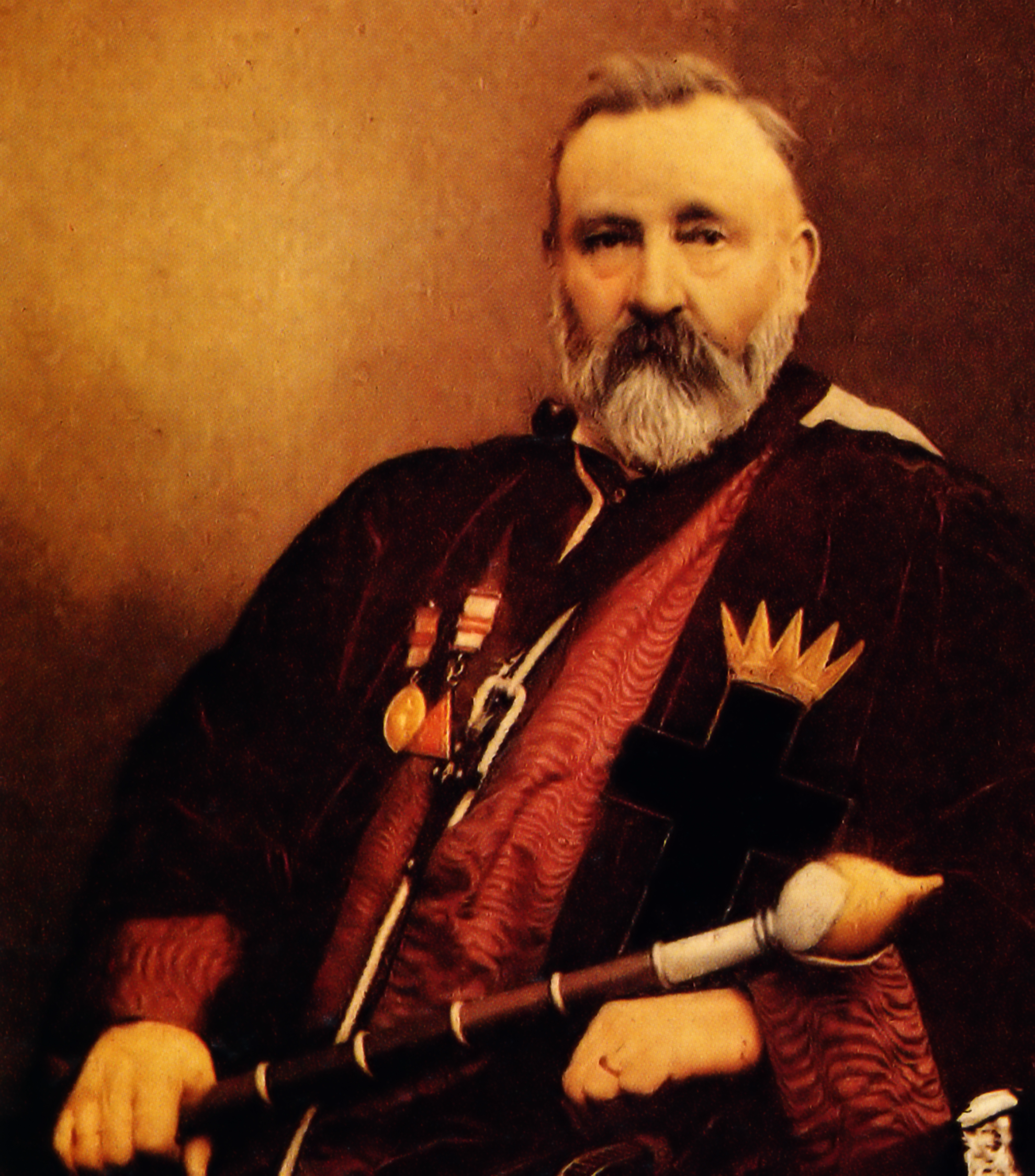
Westcott im Ornat der Rosenkreuzer

William Wynn Westcott (* 17. November 1848 in Leamington Spa, England; † 30. Juli 1925 in Durban, Republik Südafrika) war ein englischer Arzt, Autor, Freimaurer, Rosenkreuzer, Theosoph und einer der Gründer des Hermetic Order of the Golden Dawn.

## Leben und Wirken

### Kindheit, Ehe, Kinder, Beruf
Westcott wurde am 17. November 1848 in Leamington Spa als jüngstes von sechs Kindern geboren. 1858 verlor er beide Eltern, woraufhin ihn sein Onkel Richard Westcott Martyn adoptierte. Er besuchte die Kingston Grammar School in Kingston upon Thames (heute ein Stadtbezirk von London) und graduierte am University College London zum Bachelor in Medizin. Nach diesem Abschluss trat er 1871 als Partner seines Onkels in dessen Arztpraxis in Martock (bei Yeovil) ein, wo er bis zum Tod seines Onkels 1879 als Arzt praktizierte. Nach einer Auszeit in Hendon, in der er sich dem Studium der Kabbala, Hermetik und Alchemie widmete, wurde er 1881 zum stellvertretenden Gerichtsmediziner in Hoxton und Anfang der 1890er Jahre zum leitenden Gerichtsmediziner für Nordost-London und Teile von Middlesex ernannt. Dieses Amt übte er bis zu seiner Pensionierung 1918 aus.
Am 18. Februar 1873 heiratete er Elizabeth Burnett, aus der Ehe gingen fünf Kinder hervor. Vier von ihnen starben noch zu seinen Lebzeiten. Häufig wird Westcott als Dr. Westcott beschrieben, wie bereits erwähnt graduierte er als Bachelor of Medicine, wo und wann er zum Doktor promovierte ist unklar.

### Freimaurer, Rosenkreuzer, Theosoph
1871 trat er in Crewkerne in die dortige Freimaurerloge Parrett and Axe ein und wurde 1874 zum Meister vom Stuhl (Worshipful Master) gewählt. In den folgenden Jahren trat er weiteren Freimaurerlogen und -organisationen bei, so zum Beispiel Lodge of Brotherly Love, Quatuor Coronati Lodge oder der Lodge of Masonic Research. 

Etwa um 1880 trat er der Societas Rosicruciana in Anglia (SRIA) bei, stieg 1882 zum Generalsekretär auf und erreichte dort 1892 den Supreme Magus. 

Anfang der 1880er Jahre trat er der London Lodge und damit der Theosophischen Gesellschaft bei. In den 1890er Jahren wurde er auch als Probekandidat in der Esoterischen Sektion zugelassen. In der Theosophischen Gesellschaft mit Anna Kingsford und Edward Maitland bekannt geworden, hielt er als Ehrenmitglied eine Reihe von Vorträgen in der Hermetic Society, die von Kingsford und Maitland im Mai 1884, nach ihrem Ausscheiden aus der London Lodge, gegründet worden war.

### Der Golden Dawn
Die Gründung des Hermetic Order of the Golden Dawn erfolgte unter mysteriösen Umständen. Westcott zufolge fand der Theologe A.F.A. Woodford 1886 oder 1887 in einem Schrank aus dem Besitz von Kenneth Mackenzie das sogenannte Cipher Manuscript, anderen Angaben zufolge soll Woodford es in einem Londoner Antiquariat gefunden haben. Dieses Manuskript war aber codiert und für Woodford nicht zu entziffern, deshalb übergab er es an den als Experten geltenden Westcott. Westcott glaubte zu erkennen, dass der Code demjenigen ähnelte, welcher bereits um 1500 von Johannes Trithemius verwendet worden war und tatsächlich gelang ihm zusammen mit William Robert Woodman die Entzifferung. Das Ergebnis war ein skizzenhaftes Einweihungsritual in fünf Graden. Dem Manuskript war weiters ein Zettel beigelegt, demzufolge man bei einer Frau Anna Sprengel, Vorsitzende des Rosenkreuzer-Ordens, in Stuttgart (Nürnberg?) mehr erfahren könnte. Westcott nahm mit Sprengel Kontakt auf und diese soll ihn ermächtigt haben, in England einen Zweig des Rosenkreuzer-Ordens mit dem Namen Isis-Urania Temple of the Golden Dawn zu gründen. Außerdem übermittelte Sprengel ihm die nötigen Voraussetzungen und Informationen für die Aufnahme der Ordenstätigkeit. Eines Tages aber riss der Kontakt mit Frau Sprengel ab, angeblich war sie verstorben und die anderen Mitglieder des deutschen Rosenkreuzer-Ordens waren zu keiner weiteren Unterstützung bereit. Soweit die Angaben Westcotts. In der Realität konnte bis heute weder die Existenz von Frau Sprengel geschweige denn die eines deutschen Rosenkreuzer-Ordens nachgewiesen werden. Die Vermutungen gehen dahin, dass Westcott die ganze Geschichte erfunden hatte, um eine im Dunkel der Vergangenheit sich verlierende Tradition vorzutäuschen und damit die Gründung des Golden Dawn in ein mystisches Licht zu tauchen. Jedenfalls war es Westcotts Absicht, einen eigenen esoterischen Orden ins Leben zu rufen, dazu benötigte er eine Tradition und diese Geschichte lieferte, gleichgültig ob wahr oder falsch, den nötigen Hintergrund.
Das Material in den Händen von Westcott und Woodman, einerlei aus welcher Quelle sie es bekommen hatten, war anscheinend noch zu mager, um darauf eine tiefschürfende Ordenstätigkeit aufbauen zu können. Das eigene Wissen der beiden reichte trotz jahrelanger Beschäftigung mit der Thematik offenbar nicht aus, um die notwendigen lückenlosen Einweihungszeremonien aufstellen zu können. Diese Lücke füllte Samuel Liddell MacGregor Mathers, der über großes magisches Wissen und angeblich mediumistische Fähigkeiten verfügte. Mathers behauptete, in Kontakt mit Wesenheiten zu stehen und von diesen okkultes Material übermittelt zu bekommen. Jedenfalls schrieb er in den folgenden Jahren fünf umfangreiche Rituale, von denen jedes der Initiation in einen Grad diente. Damit sollte das Ordensmaterial komplett werden und der Gründung stand nichts mehr im Wege. Westcott, Woodman und Mathers legten am 12. Februar 1888 ein schriftliches Ordensgelübde ab, damit war der Hermetic Order of the Golden Dawn gegründet.
Westcott selbst bekleidete das Amt des Cancellarius (lat. Kanzler), etwa um 1890 war er Praemonstrator (lat. Amtsträger, Lehrer) und ab 1892 Chief Adept (Großmeister). Nachdem einige interne Papiere Westcotts mit okkultem Inhalt unter ungeklärten Umständen an die Öffentlichkeit gelangt waren, erregte dies Ärgernis. Seitens der Regierung wurde ihm nahegelegt, dass eine gleichzeitige Tätigkeit als Gerichtsmediziner und die Beschäftigung mit Magie als unvereinbar angesehen werde. Er zog daraus die Konsequenzen und gab seine „offizielle“ Stellung beim Golden Dawn im März 1897 auf. Nachfolgerin als Chief Adept wurde Florence Farr, inoffiziell war er jedoch weiterhin als Berater tätig.

### Der Autor
Er hinterließ ein umfangreiches Œuvre an Übersetzungen und eigenen Werken in den Bereichen Medizin und Esoterik, zum Teil unter seinem Pseudonym „Sapere aude“. Im medizinischen Bereich schöpfte er aus seiner jahrzehntelangen Erfahrung als Gerichtsmediziner mit rund 10.000 Leichenöffnungen. Hier befasste er sich in erster Linie mit Suizid und Alkoholismus. Die fruchtbarste Arbeit leistete er auf dem Gebiet der Esoterik. So übersetzte er unter anderem das Sefer Jezirah aus dem Hebräischen und Werke von Éliphas Lévi. Als Autor widmete sich Westcott unter anderem den Themenbereichen Astrologie, Wahrsagung, Numerologie, Talismanen, Alchemie und Theosophie. Auch war er Herausgeber eine Reihe von Monografien mit dem Titel Collectanea Hermetica.

### Letzte Jahre und Tod
Nach seiner Pensionierung als Gerichtsmediziner im Jahre 1918 emigrierte er 1920 zusammen mit einer Tochter und deren Familie nach Südafrika, wo er sich in Durban niederließ. Hier widmete er sich vor allem dem Schreiben, theosophische und freimaurerische Themen standen im Vordergrund. Doch auch hier stand er immer noch schriftlich in Kontakt mit Robert William Felkin, dem er bei seinen neuseeländischen Ableger der Stella Matutina bzw. Whare Ra unterstützte. Am 30. Juli 1925 starb er in Durban im Alter von 76 Jahren.

## Werke (Auswahl)
- Die Zahlen, ihre okkulte Macht und mystische Bedeutung. Verlag Heliakon, München 2015, ISBN 978-3-943208-25-2.
- A social science treatise, Suicide, etc. H.K. Lewis, London 1885.
- An Introduction to the Study of the Kabalah. Cosimo, New York 2005, ISBN 1-59605-394-1 (Reprint von 1910)
- Collectanea Hermetica. Kessinger Publishing, Whitefish 1997, ISBN 1-56459-260-X (Reprint von 1893–1896)
- Rosicrucians, Past and Present, at Home and Abroad. Kessinger, Whitefish 1997, ISBN 1-56459-756-3 (Reprint von 1915)
- The Occult Power of Numbers. Newcastle Publishing Company, North Hollywood 1984, ISBN 0-87877-075-5 (Reprint von 1890)